# 费东县
费东县，中国旧县名。
山东抗日根据地设。1942年由费县东部析置。以位县东得名。治所在马头崖。1946年撤销，与费北县合置蒙山县。 